# Dialogue du chapon et de la poularde

Le Dialogue du chapon et de la poularde est un dialogue écrit par Voltaire.

## Étude
Le dialogue du « Chapon et de la Poularde » a été publié en 1763 et écrit par François-Marie Arouet dit Voltaire.
Ce texte s’apparente à ses contes, écrits à la fin de sa vie, pour dénoncer les injustices et les inégalités.
Le dialogue met en scène deux volailles qui sont sur le point d'être tuées pour être mangées et dénonce la cruauté des hommes. 

### Une parodie de dialogue didactique
La Poularde s'interroge, s'indigne. C'est le Chapon qui lui apporte des éléments de réponse. Il s'agit bien d'un dialogue didactique, car il se compose sous la forme de questions auxquelles un personnage réplique. Ici, la Poularde est le moteur du récit, tout comme l'Ingénu et Candide.

### La remise en cause de la cruauté envers les animaux
Les animaux subissent un véritable supplice : il existe un rapport tyrannique et cruel entre les hommes et les animaux.
Selon Voltaire, "Ils nous mettent en prison pendant quelques jours, nous font avaler une pâtée dont ils ont le secret, nous crèvent les yeux pour que nous n'ayons pas de distraction. Enfin le jour de la fête étant venu, ils nous arrachent les plumes, nous coupent la gorge et nous font rôtir". Les hommes sont présentés comme des monstres, des « scélérats », des « abominables coquins ».

### La critique sociale
Ce caractère, tout propre à Voltaire, de détourner, de tourner le discours, c’est-à-dire de donner le sens en biais caractérise plus particulièrement son écriture pamphlétaire : derrière l'image des animaux maltraités, derrière le thème aussi d'une humanité s'humiliant par le vice apparaît une profonde critique sociale. Le regard faussement étranger et donc nécessairement naïf laisse entrevoir l'exubérance des mœurs, l'artificiel et la contingence de ce qui prend la forme d'une habitude du sens commun, et surtout une démonstration par la pratique du « droit du plus fort » que Rousseau énonça plus tard dans le Contrat social. La cruauté à laquelle s'ajoute une mise en scène voltairienne de l'injustice est donc ce qui définirait le mieux le dialogue du chapon et de la poularde.